# Frank Guarente
Francesco Saverio „Frank“ Guarente (* 5. Oktober 1893 in Montemiletto, Italien; † 21. Juli 1942 in New York City) war ein italienisch-amerikanischer Jazz-Trompeter, Komponist und Bandleader.

## Leben
Guarente erhielt noch in Italien seine musikalische Ausbildung und zog 1910 in die USA, wo er in Pennsylvania Verwandte hatte. 1914 kam er nach New Orleans, wo er zunächst in einer Bank arbeitete. Er kannte einige der italienischstämmigen Musiker dort (Nick LaRocca, Tony Parenti) und tauschte sich mit King Oliver musikalisch aus. Er spielte als Musiker mit Brass Bands und leitete eine eigene Band im Tom Anderson´s. Der in New Orleans gespielte Ragtime beeinflusste ihn so stark, dass er bei einer Tour mit den Alabama Five 1916 als Ragtime Frank vorgestellt wurde. Nach Dienst im Ersten Weltkrieg ging er nach Philadelphia in das Orchester von Charlie Kerr, in dem auch Eddie Lang Banjo spielte. 1921 gründete er in New York eine eigene Band mit Chauncey Morehouse und Arthur Schutt, die dann von Bandleader Paul Specht in dessen Band übernommen wurde. Dort nahmen sie auch als The Georgians (geleitet von Guarente) 1922 bis 1924 bei Columbia Records auf. 1923 hatte er mit den Georgians und Spechts Orchester großen Erfolg in London und Paris und kehrte 1924 nach Europa zurück, um eigene Bands zu leiten. Er tourte in Europa, nahm in der Schweiz auf (auf dem Label Kalophon) und spielte dann in britischen Tanzbands von Bert Firman. 1928 kehrte er in die USA zurück. Er spielte in den 1930er Jahren als Studiomusiker, mit Victor Young, Bing Crosby, den Boswell Sisters und den Dorseys und Tommy Dorsey wollte ihn 1937 in sein Orchester holen, was aber wegen der schlechter werdenden Gesundheit von Guarente nichts wurde.
Er soll nach Robert Goffin Bix Beiderbecke beeinflusst haben.